# Cesare Della Vida
Cesare Della Vida (Venezia, 14 luglio 1817 – Venezia, 2 febbraio 1879) è stato un banchiere, politico e armatore italiano, stretto collaboratore di Daniele Manin.

## Biografia
Nacque a Venezia da Samuele Della Vida fondatore e primo direttore delle Assicurazioni Generali e da Regina Pincherle, cugina del primo consigliere delegato delle Assicurazioni Generali.
Patriota e seguace di Daniele Manin fu eletto all'assemblea veneta. In ritorno dall'esilio in Francia venne nominato consigliere comunale di Venezia. In seguito sostituì il padre in qualità di direttore generale delle Generali e divenne consigliere delegato della Cassa di Risparmio della Camera di commercio di Venezia.